# Frontera
Frontera – miasto w Meksyku, w stanie Tabasco, siedziba władz gminy Centla. Miasto położone jest w odległości około 10 km od wybrzeża Zatoki Meksykańskiej w pobliżu lejkowatego ujścia rzeki Usumacinta. W 2010 roku ludność miasta liczyła 22 795 osób natomiast gminy 102 110 mieszkańców.